# Xylobium undulatum
Xylobium undulatum är en orkidéart som först beskrevs av Hipólito Ruiz López och Pav., och fick sitt nu gällande namn av Robert Allen Rolfe. Xylobium undulatum ingår i släktet Xylobium och familjen orkidéer. Inga underarter finns listade i Catalogue of Life.